# ایرج امینی افشار
ایرج امینی افشار سرلشکر ارتش شاهنشاهی و فرمانده نظامی نجف آباد و فرمانده پایگاه پشتیبانی هوانیروز اصفهان بود. او در دادگاه انقلاب به ریاست صادق خلخالی محاکمه شده و اتهام فساد فی الارض به اعدام محکوم و در روز ۱۷ فروردین ۱۳۵۸ این حکم اجرا شد.
وی متهم بود در مقابله با تظاهرات‌های محرم سال ۱۳۵۷ دستور تیراندازی داده که منجر به کشته شدن ۲۵ نفر و زحمی شدن ۳۰۰ تن گشته است. در مدت فرمانداری نظامی وی ۳۸ نفر در نجف آباد کشته شدند. وی با پذیرش این موضوع بیان کرد که وی تحت دستور سرلشکر ناجی بوده و مطابق با دستورهای وی عمل کرده است.
دو برادر وی سرلشکر پرویز امینی‌افشار (آخرین رئیس اداره دوم ستاد بزرگ‌ارتشتاران و از امضا کنندگان اعلامیه بی‌طرفی ارتش در ۲۲ بهمن ۱۳۵۷) و سپهبد بیوک امینی‌افشار (آخرین رئیس ستاد ژاندارمری) پس از انقلاب اعدام شدند.